# Recortable

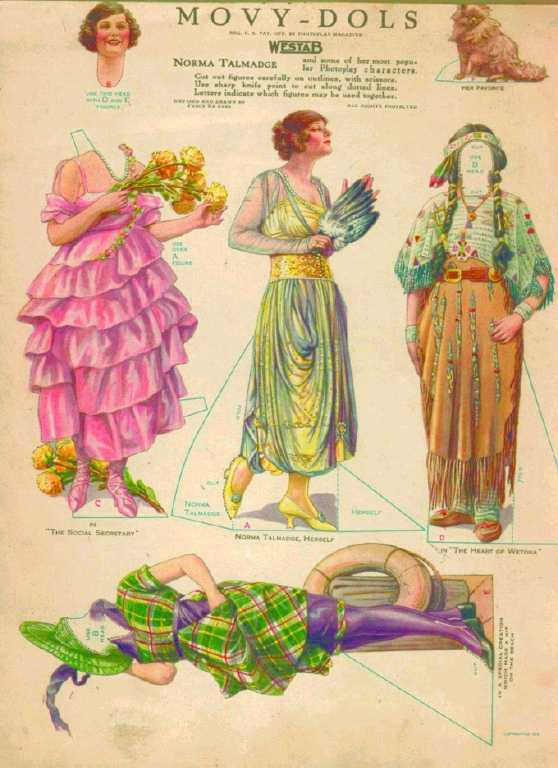
Recortable representando a la actriz Norma Talmadge a principios del

Los recortables son un entretenimiento infantil consistente en recortar figuras de papel con unas tijeras. Las muñecas de papel son exponentes clásicos de este juego que representa la figura de una persona (generalmente, una niña o una mujer) a la que se colocan diferentes prendas doblando unas lengüetas sobre la misma. Los recortables han supuesto una forma barata de jugar para los niños occidentales durante casi doscientos años. Hoy, muchos artistas están volviendo a los recortables como una forma de arte.

## Historia
Existen evidencias de la existencia de recortables en el siglo XVIII.
Actualmente se consideran reflejos de una época y se pueden ver en exposiciones

## Usos
Los recortables de papel se han utilizado para anunciar, han aparecido en revistas y periódicos, y han cubierto una gran variedad de temáticas y de períodos. Después, se han convertido en objetos de colección altamente codiciados, especialmente dada su rareza debido a la limitada esperanza de vida de los objetos de papel. Todavía hay también nuevas muñecas de papel maravillosas que son creadas hoy.

## Latinoamérica
En Cuba, México y otros países latinoamericanos reciben el nombre de Cuquitas, por el personaje de cómics estadounidense llamado Tillie the Toiler, que los mexicanos tradujeron como CUQUITA la mecanógrafa, era una serie creada por el dibujante Russell Channing Westover y que además de historietas traía "PAPERDOLLS" o Recortables. A esos recortables se les empezó a llamar Cuquitas y se hicieron muy populares en los países hispanohablantes, comenzando a producirse versiones latinas. Todos los grandes diseñadores de modas como la cubana María Elena Molinet, hacían sus cuquitas que aun aparecen en las revistas "Mujeres" y "Muchacha", entre otras.
Los recortables han recuperado renombre entre los niños pequeños que ofrecen figuras de celebridades populares. Las muñecas de papel en línea y virtuales también tienen un seguimiento popular.